# 純潔鈍綏蟎
純潔鈍綏蟎（Amblyseius bellatulus）為植綏蟎科鈍綏蟎屬下的一個種。

## 物種描述
雌蟲背板（Dorsal shield）光滑，外側有網狀紋路。背毛（setae）19對，柔順，除z4、z5有些微鋸齒。背板上可見七對孔（solenostomes），氣門溝（Peritreme）於延伸逾j1位置。胸板有三對綱毛，毛旁有小孔。腹肛板成五角形，上有三對肛前毛，每對毛旁皆有小孔。螯肢上動趾十齒，定趾三齒。受精囊盞成漏斗狀。第四對足有三對刺毛（macrosetae），第二對足膝節有七條綱毛。
雄蟲腹肛板有三對肛前毛，擔精趾（Spermatodactyl）成U狀。

## 分布及棲地
本種目前僅知分布於台灣。

## 發現過程
本種最早由台灣蟎類學家曾義雄發現，並將正模式標本存放於標準檢驗局台南分局，然而模式標本之後卻遺失。後於2017年由廖治榮重新指定新模式標本。